# Oli.P
Оливер Александр Рейнхард Петцокат (нем. Oliver Alexander Reinhard Petszokat; род. 10 августа 1978 Берлин), более известный под псевдонимом Oli.P (Оли.П) — немецкий певец, актёр и телеведущий.

## Биография
Оливер родился 10 августа 1978 года в Берлине.
Его отец был полицейским, а мать умерла в 2021 году. В десять лет он начал участвовать в соревнованиях по танцам и в 1995 году стал участником команды-победителя молодежного командного кубка ассоциации танцевального спорта Северного Рейна-Вестфалии.
В 1999 году он женился на актрисе Татьяне Катранци, с которой у них есть сын. После развода в 2009 году, он встречается с бывшей фигуристкой Полиной Шуберт и они поженились в 2014 году. Вместе у них есть магазин деликатесов для собак в Кёльне. В начале 2020 года у Шуберт была проведена операция по удалению опухоли головного мозга.

## Дискография

### Альбомы
- 1998: Mein Tag
- 1999: o.ton
- 2001: P.ulsschlag
- 2002: Startzeit
- 2004: Freier Fall
- 2016: Wie früher
- 2019: Alles Gute!

## Фильмография

### Телевидение
- 2022: Танцор в маске — в роли самого себя